# Nombre de swirl
Le nombre de swirl S est un nombre sans dimension utilisé pour caractériser les écoulements tournants ou swirl.     
Il est défini par le rapport entre le flux axial de quantité de mouvement tangentielle Gθ et le flux axial de quantité de mouvement axiale RGx.     
{\displaystyle S={G_{\theta } \over RG_{x}}={\displaystyle \int _{\Sigma }{\rho U_{\theta }U_{x}rd\Sigma } \over {R\int _{\Sigma }(p+\rho U_{x}^{2})d\Sigma }}}
avec
- P - pression (Pa)
- r - coordonnée radiale (m)
- R - rayon de tube (m)
- Uθ - vitesse tangentielle (m/s)
- Ux - vitesse axiale (m/s)
- ρ - masse volumique (kg/m3)
- Σ - section de tube (m²)

En aval de la zone d'écoulement tournant, le nombre de swirl suit généralement une décroissance de type exponentielle sous la forme :
{\displaystyle S=S_{0}exp({-\beta ((x-x_{0}) \over D})}
avec
- S0 nombre de swirl à la position axiale de référence x0
- x position axiale (m)
- β coefficient de décroissance dépendant du nombre de Reynolds

La décroissance est plus rapide à faible nombre de Reynolds.